# Cheiracanthium excavatum
Cheiracanthium excavatum là một loài nhện trong họ Miturgidae.
Loài này thuộc chi Cheiracanthium. Cheiracanthium excavatum được William Joseph Rainbow miêu tả năm 1920.